# 微笑太阳

微笑太阳标志（英文版）

核能？不，谢谢标志（英語：Nuclear?No,thanks）又名“微笑太阳”，是现代国际反核运动的象征。该标志在1975年时出现，源于丹麦。 自20世纪70年代末80年代初，这一标志已在世界各地出现。英国广播公司新闻网2005年报道称，很少有标志能像这个标志一样“在全世界范围内如此容易辨认”，一些核电行业相关人士也认识到了该标志的力量和成功。 目前全球各地已生产了超过2000万个微笑太阳徽章，并被翻译成60多种语言 。

## 图册

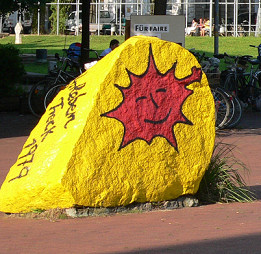
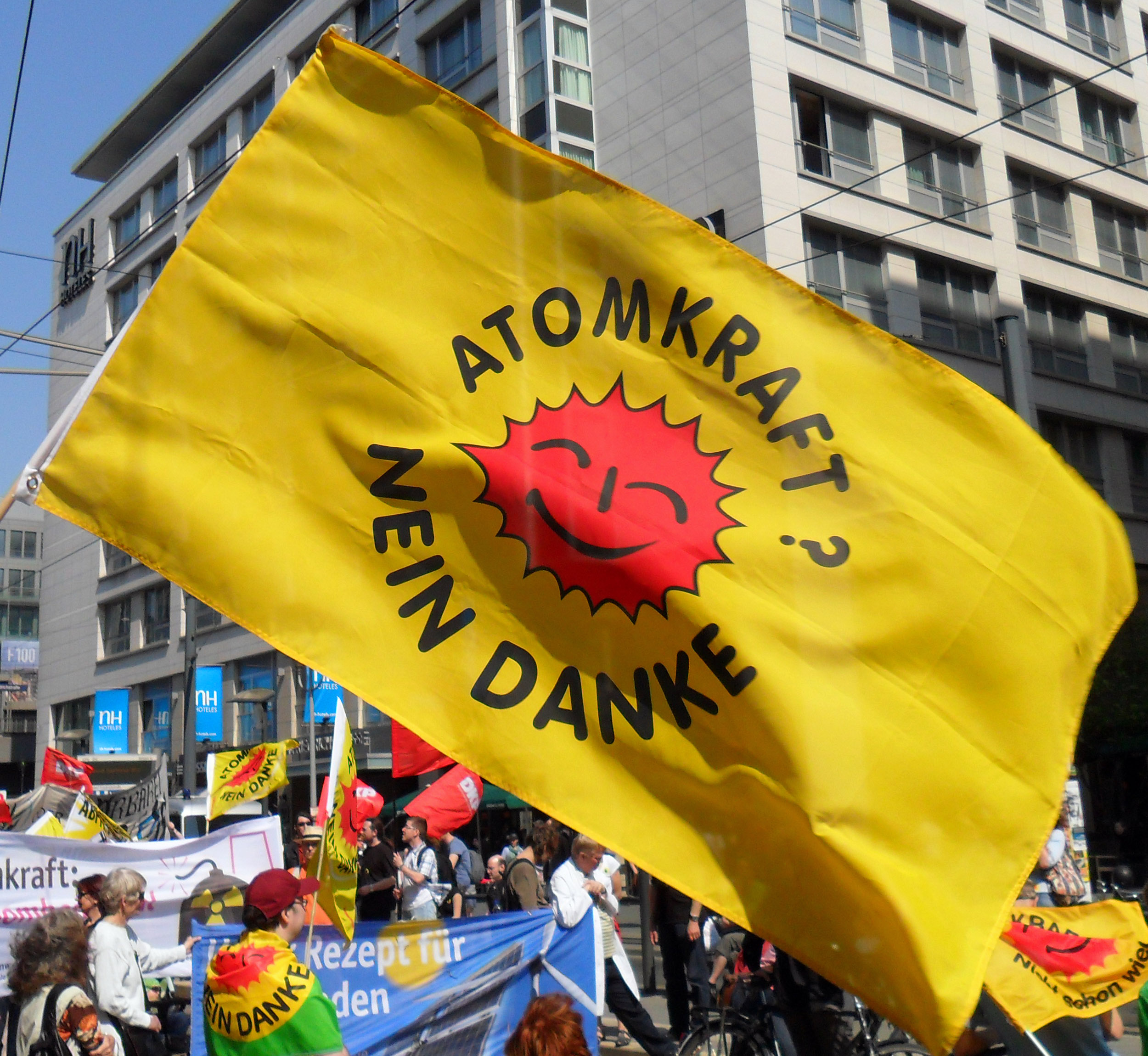
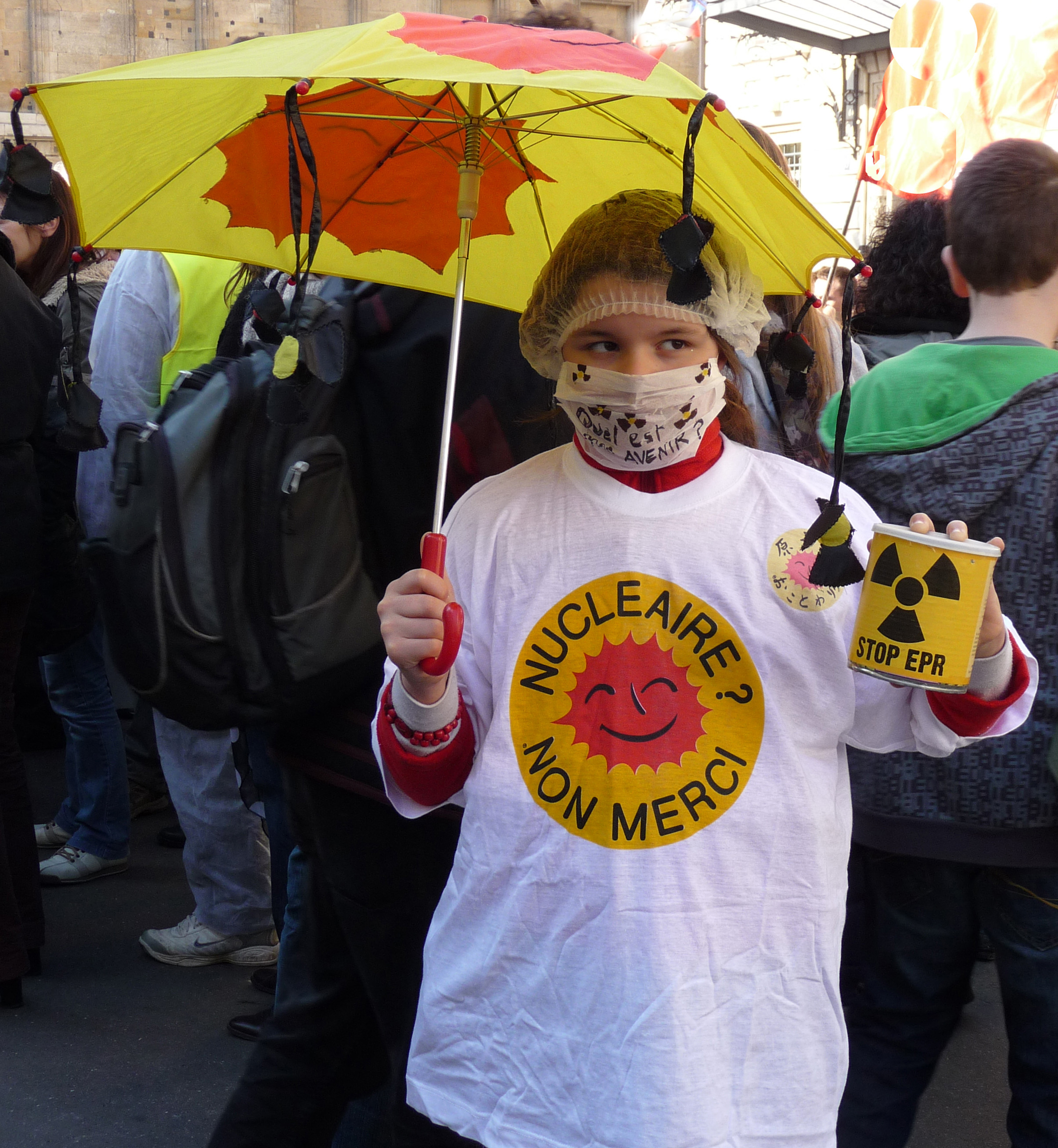